# Якийсь дивний тип
«Якийсь дивний тип» (італ. Uno strano tipo) — італійська комедія. Фільм вийшов 28 лютого 1963 року, у головних ролях — Адріано Челентано і Клаудія Морі. Саме на зніманні цього фільму Адріано та Клаудія познайомилися, а пізніше одружилися.

## Сюжет
Популярний співак Адріано Челентано приїжджає в маленьке курортне містечко, щоб трохи відпочити від пісень, публіки, концертів, автографів та шанувальників. Але щоб нормально влаштуватися там, де хочеться, потрібна, за словами менеджера, сама малість — дати місцевим жителям концерт. Тільки один. Зовсім невеликий. І заспівати пару-трійку пісень. Але зате всі проблеми будуть вирішені. Але тут приходить до нашого співакові молода жінка з дитиною на руках і стверджує, що Адріано — поганий батько.

## В ролях
- Адріано Челентано: грає самого себе, Пеппіно
- Ермініо Макаріо: Джованні
- Ніно Таранто: Каннаруло
- Клаудія Морі: Кармеліна
- Розальба Нері: Маріна
- Джанні Агус: Гастоне
- I Ribelli: грають самих себе
- Джино Сантерколе: грає самого себе
- Дон Бакі: грає самого себе
- Маріо Брега: заправник на АЗС
- Карло Кампаніні: монах
- Мемо Діттонго: грає самого себе
- Рафаелла Де Кароліс: капітан клубу
- Ніно Ді Наполі: Луїджі
- Франко Джакобіні: журналіст
- Нунція Фумо: мати Кармеліни
- Джакомо Фурія: менеджер готелю
- Роджер Луїс: брат Кармеліни
- Валентіно Маккі: Джоване
- Марко Моранді: хлопець з Капрі
- Антонелла Мурджа: дівчина з Капрі
- Луїджі Павезе: командаторе Маццолані
- Ренато Терра: Ренато

## Знімальна група
- Режисер — Лучіо Фульчі;
- Сценарій — Лучіо Фульчі, Вітторіо Мец;
- Продюсер — Джованні Аддессі;
- Оператор — Гульєльмо Манкорі;
- Композитор — Детто Маріано;
- Художник — Гастоне Карсетті, Антонія Куїлічі;
- Монтаж — Орнелла Мікелі.

## Музика
Було випущено однойменний альбом «Uno Strano Tipo», який являв собою збірку раніше виконуваних пісень. До альбому увійшли пісні які виконувалися у фільмі.